# Jüdischer Friedhof An der Strangriede

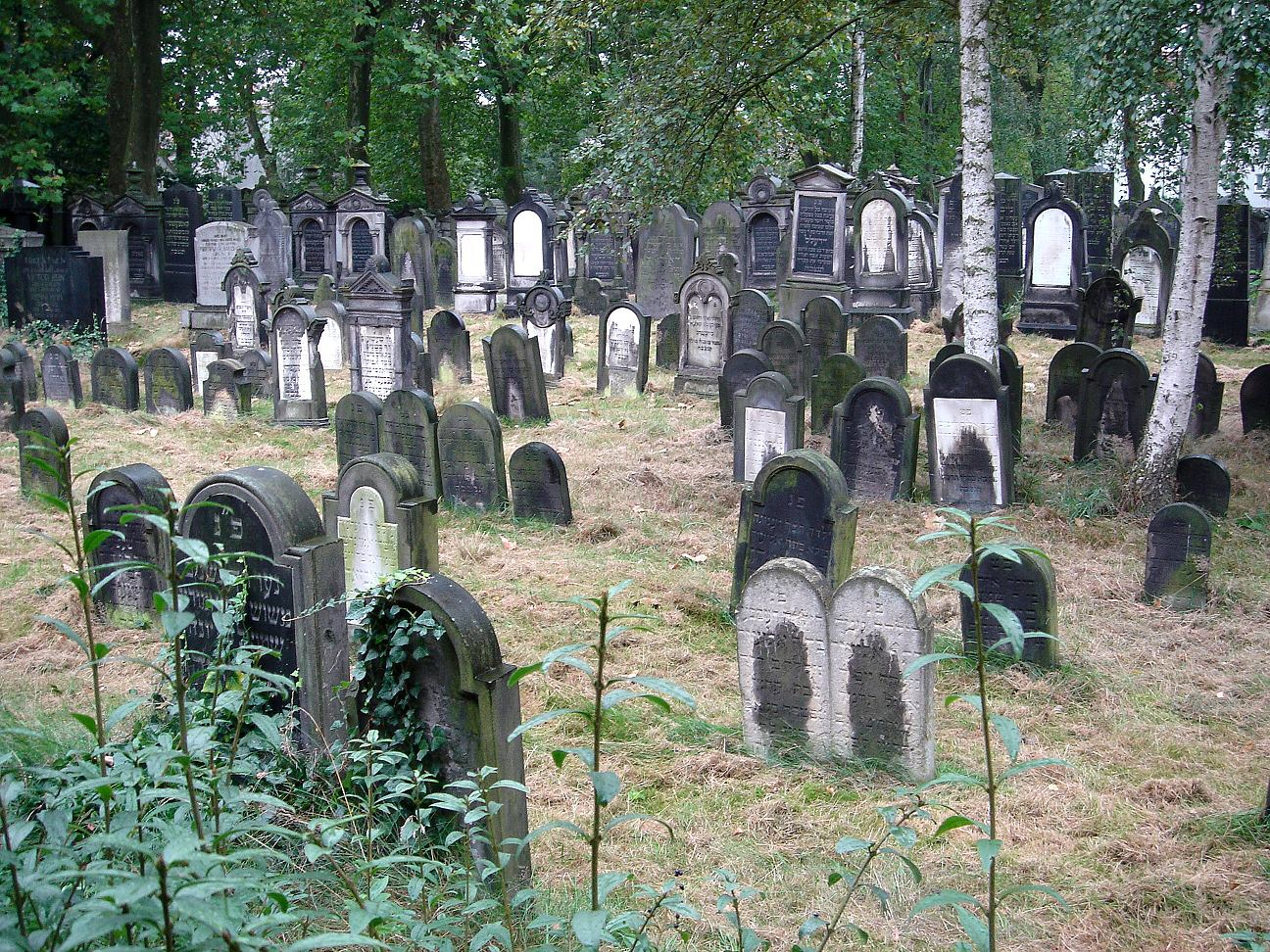
Jüdischer Friedhof An der Strangriede

Der Jüdische Friedhof An der Strangriede in Hannover ist der zweite von vier jüdischen Friedhöfen in der niedersächsischen Landeshauptstadt. Nach Schließung des Alten Jüdischer Friedhofs an der Oberstraße wurde er 1864 eröffnet. Bis 1924 war er Hauptfriedhof der Jüdischen Gemeinde Hannover. Mit dem Ziegelbau der Predigthalle und etwa 2.600 erhaltenen Grabsteinen ist der Friedhof ein bedeutender historischer Ort für die Geschichte der hannoverschen Juden.
Standort des in seiner Gesamtanlage auch als Gartendenkmal geschützten Geländes ist die Straße An der Strangriede 55a in der Nordstadt von Hannover.

## Geschichte

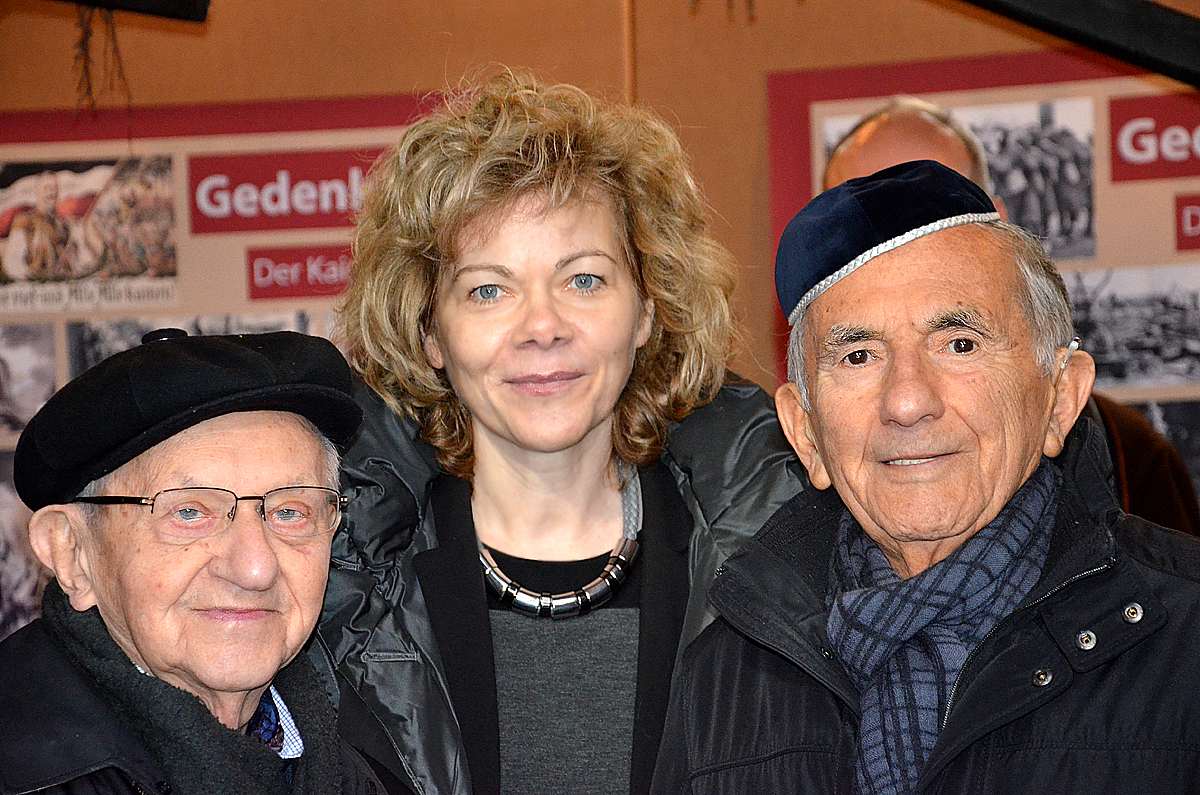
Die Holocaust-Überlebenden Henry Korman (links) und Salomon Finkelstein mit der Kuratorin Corinna Luedtge in der Ausstellung Zeit zum Erinnern in der Predigthalle des Friedhofes, 2015

Der Friedhof An der Strangriede wurde, parallel zur Erbauung der Neuen Synagoge in der Bergstraße (heute Rote Reihe), in den Jahren 1861–64 angelegt. Seine Eingangsarchitektur, die Predigthalle und die Nebengebäude, wurden 1863/64 von Edwin Oppler erbaut. Nach dem Alten Friedhof an der Oberstraße, der vom 16. Jahrhundert bis 1864 genutzt wurde, war der 1864 eröffnete Friedhof An der Strangriede die Begräbnisstätte der Jüdischen Gemeinde in der Zeit von 1864 bis 1924. Im Jahr 1924, als der Friedhof mit etwa 3.500 Gräbern in sechs großen Grabfeldern belegt war, wurde der Jüdische Friedhof Bothfeld eröffnet.
Auf dem Friedhof An der Strangriede sind über 2.600 Grabstätten aus der Zeit des stärksten Wachstums der jüdischen Bevölkerung, dem Zeitalter ihrer gesellschaftlichen Emanzipation in der zweiten Hälfte des 19. und dem beginnenden 20. Jahrhundert, erhalten.
Der sechs Jahrzehnte genutzte Friedhof ist ein Dokument für die Entwicklung des hannoverschen Judentums in seiner Wachstums- und Aufstiegsphase. Das Streben der jüdischen Bürger nach gesellschaftlicher Integration und Anerkennung führte zur Aufhebung traditioneller jüdischer Beisetzungsregeln: es erschienen Inschriften in deutscher Sprache, Erbbegräbnisse wurden zugelassen, Grabsteine zunehmend individuell und prachtvoll gestaltet.

## Predigthalle

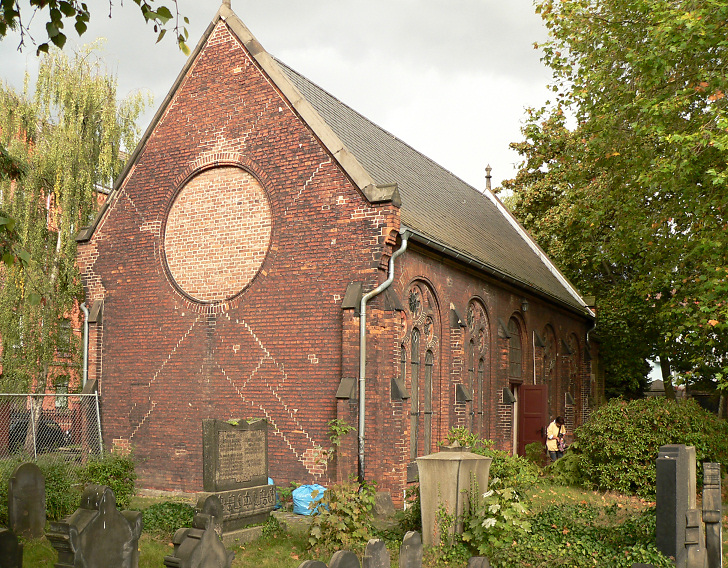
Predigthalle Außenansicht

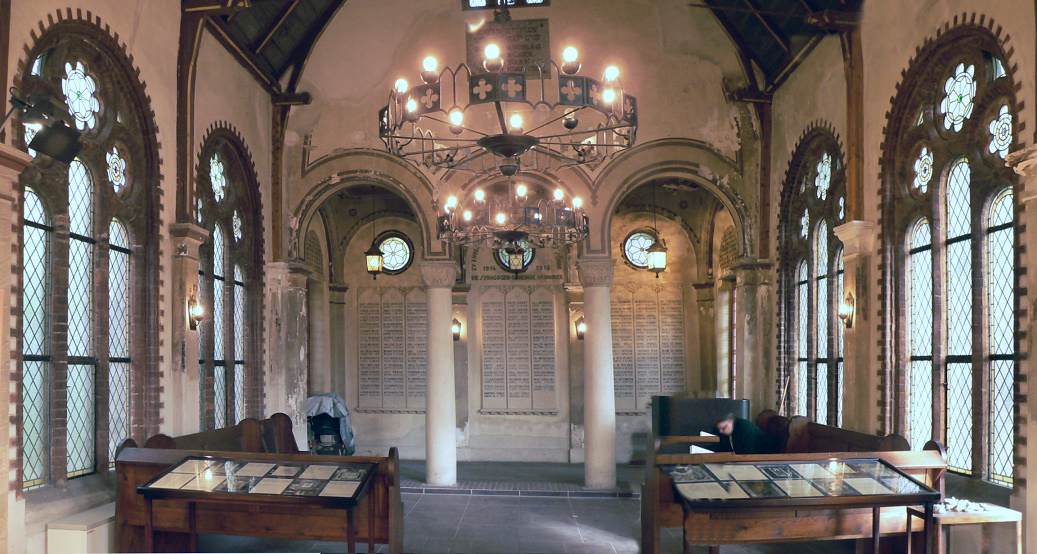
Predigthalle innen

Mit der Predigthalle von Edwin Oppler, einem Ziegelbau mit Rundbogenfenstern, findet sich hier der einzige erhaltene Sakralbau dieses bedeutenden Architekten des 19. Jahrhunderts. Er entwarf auch die Synagogen in Hannover und Breslau, die beide am 9. November 1938 zerstört wurden. 1921 wurde an der Ostseite der Predigthalle die Jüdische Kriegergedenkstätte 1914-18 angebaut. Dort sind auf großen Tafeln die Namen von 124 Kriegstoten verzeichnet, darunter auch Fritz Kraft (1894–1917), der Bruder des Schriftstellers Werner Kraft. Die Kriegergedenkstätte trägt die Inschrift: „Zu Ehren ihrer im Weltkriege gefallenen Söhne – die Synagogen-Gemeinde Hannover“.
Ab 1941 diente die Predigthalle als eines der „Judenhäuser“, in denen mehr als 100 hannoversche Juden festgehalten wurden. Anschließend wurden sie in Vernichtungslager deportiert. Weitere Judenhäuser für die Juden aus Hannover wurden 1944 in Ahlem errichtet.

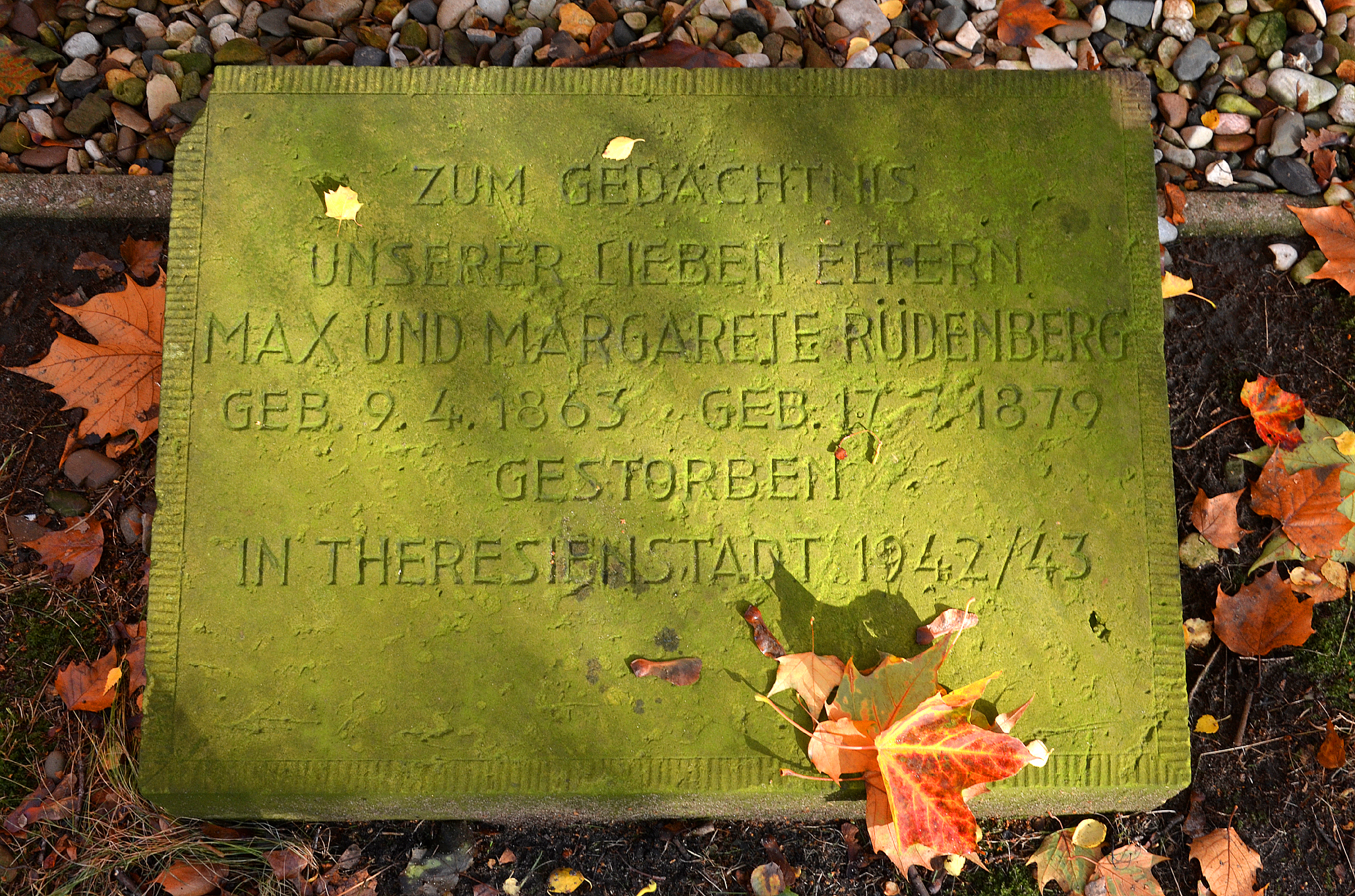
Anstelle eines Grabsteines setzten die Kinder der Holocaust-Opfer Max und Margarete Rüdenberg diesen Gedenkstein an der Kapelle auf dem Friedhof

In der Predigthalle befindet sich eine Ausstellung über die Geschichte der hannoverschen Juden, die von dem Historiker Peter Schulze eingerichtet und betreut wird. Sie ist (wie Friedhof und Predigthalle) jeweils am Tag des offenen Denkmals im September zu besichtigen.

## Grabmäler (Auswahl)
- Familie Joseph Berliner (1858–1938), Fabrikant, Bruder von Emil Berliner, Begründer der Deutschen Grammophon Gesellschaft (Schallplatten); mit Gedenkstein für Joseph Berliners Nichte Cora Berliner (1890–1942), Vizepräsidentin des Jüdischen Frauenbundes, in Minsk ermordet
- Manfred Berliner (1853–1931), Handelslehrer, Bruder von Joseph und Emil Berliner
- Salomon Blumenau (1825–1904), Preußischer Pädagoge und Prediger des Reformjudentums (Bielefeld), Gründer des Israelitischen Lehrerverein.
- Leo Catzenstein (1863–1936), Sanitätsrat, unter anderem Vorsitzender im Central-Verein deutscher Staatsbürger jüdischen Glaubens
- Ferdinand Elsbach (1864–1931), Kaufmann, Begründer (mit Julius Frank) des Kaufhauses Elsbach & Frank
- Jacob Frank, Kaufmann, Mitbegründer der Continental AG
- Samuel Freund (1868–1939), Landrabbiner
- Selig Gronemann (1843–1918), Landrabbiner, Vater des Schriftstellers Sammy Gronemann
- Familie Hermann Gumpel (1862–1935), Bankier, Kaliindustrieller
- Daniel Heinemann, Kaufmann, Mitbegründer der Continental AG (Edwin Oppler baute für ihn das Haus Heinemann, Hannover, Georgstraße/Ecke Bahnhofstraße)
- Louis Kugelmann (1828–1902), Arzt (Gynäkologe), Demokrat, Freund von Karl Marx (Briefe an Kugelmann)
- Siegmund Lessing, Arzt, Vater von Theodor Lessing
- Simon Gumbert Levy (verstorben 1872), Kaufmann, und Ehefrau Amalie, geb. Coppel, Eltern des Schriftstellers Julius Rodenberg
- Lesser Knoller (1860–1931), Religionslehrer, Rabbiner und Leiter 1894–1914 Direktor des Jüdischen Lehrerseminars in Hannover
- Isaak Jakob Krimke (1824–1886), Rabbiner, und seine Ehefrau Rosa Blogg
- Moritz Magnus (1838–1897), Bankier, Mitbegründer der Continental AG
- Samuel Meyer (1819–1882), Landrabbiner
- Familie Max Molling (1834–1910), Kaufmann, Begründer des Kaufhauses Molling an der Seilwinder-, Ecke Osterstraße
- Edwin Oppler (1831–1880), Architekt, Grab im Familiengrab Cohen (mit dem Relief der Neuen Synagoge in der Bogennische)
- Leeser Rosenthal (1794–1868), Gelehrter, Begründer der Bibliotheca Rosenthaliana (heute in Amsterdam)
- Norbert Prager (1891–1965), Kaufmann, erster Vorsitzender der Jüdischen Gemeinde nach 1945
- Henry Seligmann (1880–1933), Münzhändler
- Alexander Moritz Simon (1837–1905), Bankier, Begründer der Israelitischen Gartenbauschule Ahlem
- David Weil, Trödler aus der Calenberger Neustadt, erste Grabstätte des Friedhofs 1864
- Louis Ephraim Meyer (1821–1894), Bankier, Mitbegründer der Braunschweig-Hannoverschen Hypothekenbank und der Hannoverschen Immobilien Gesellschaft

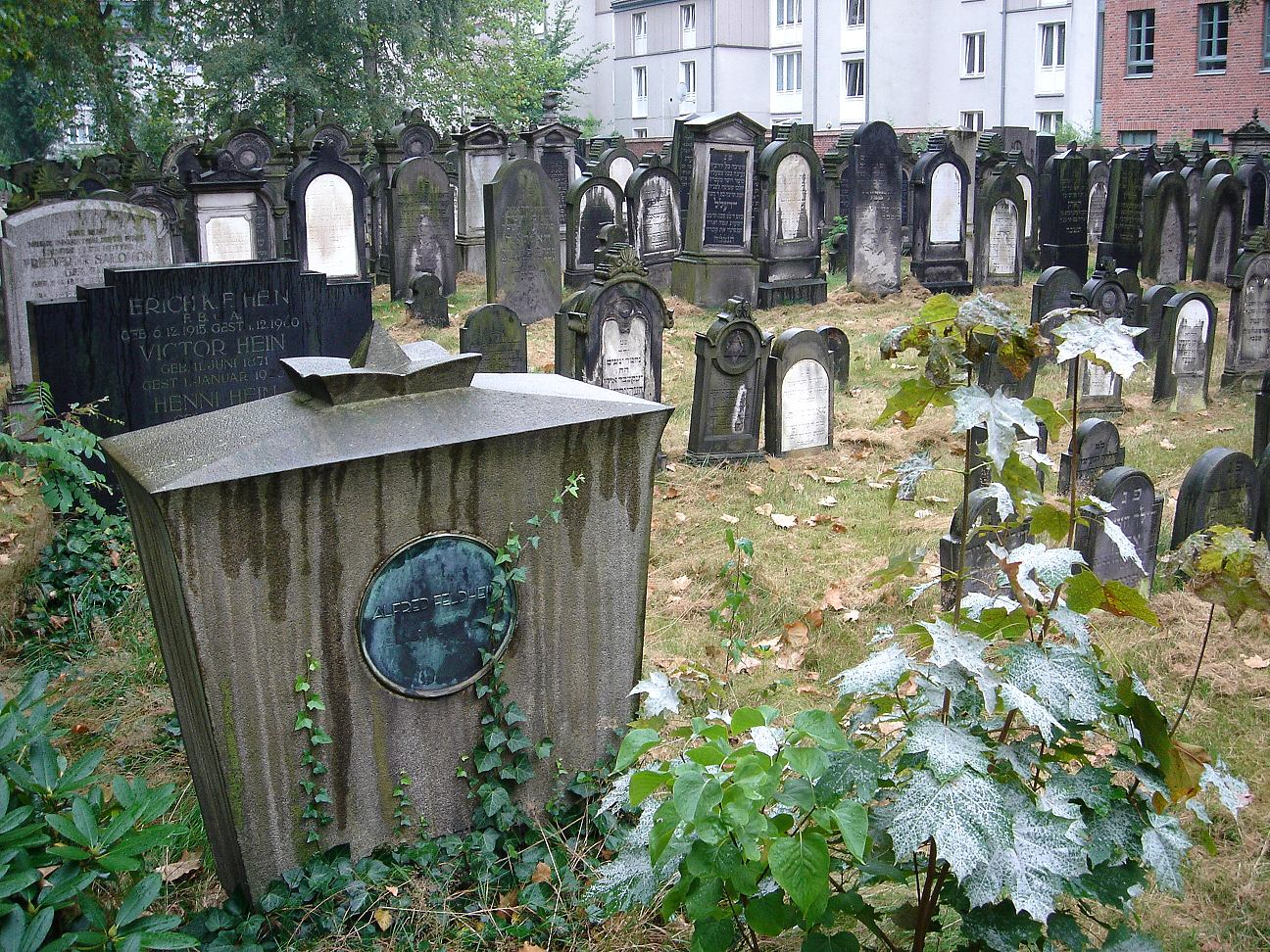
Jüdischer Friedhof An der Strangriede
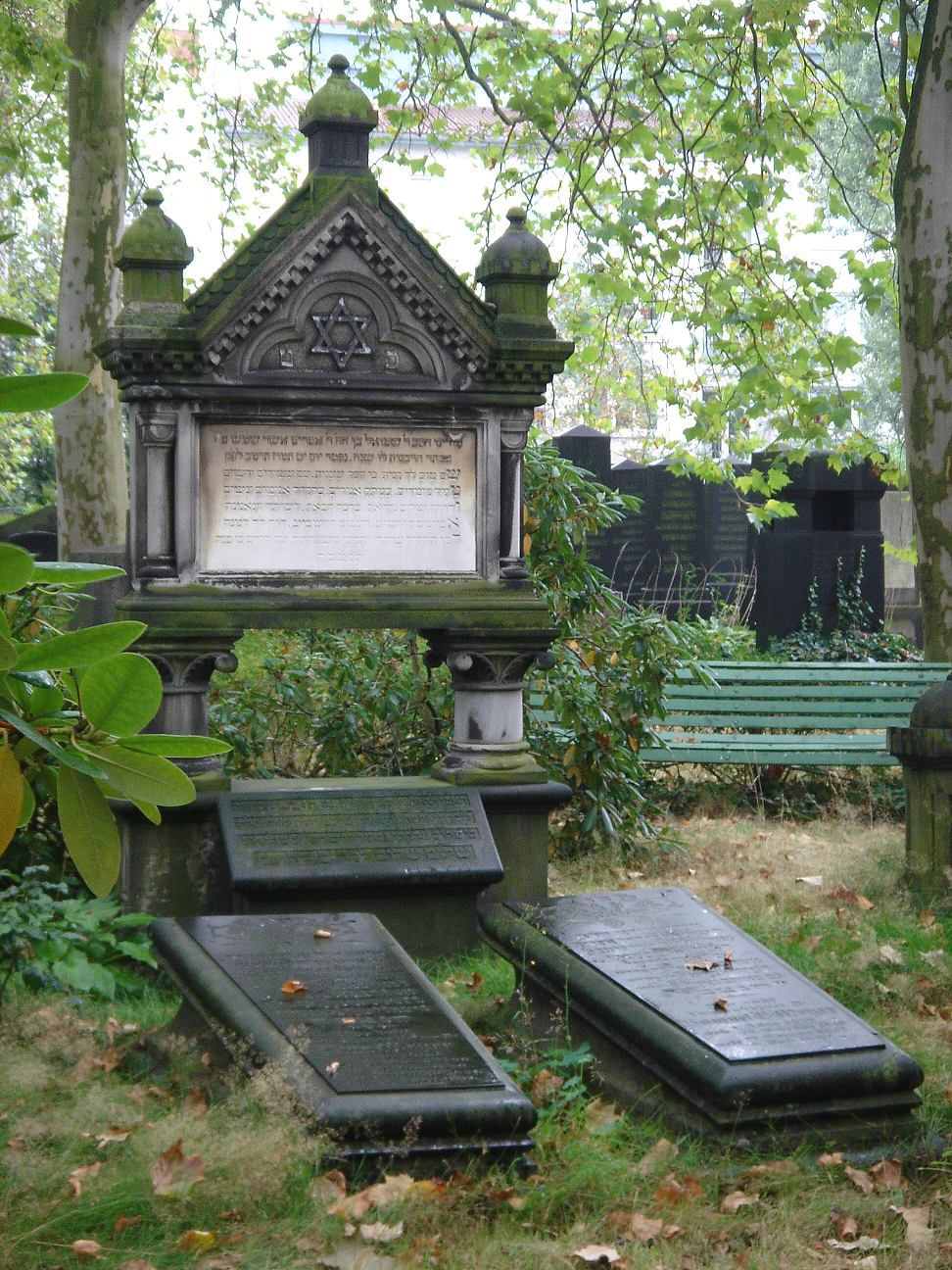
Prachtvolle Grabstätte
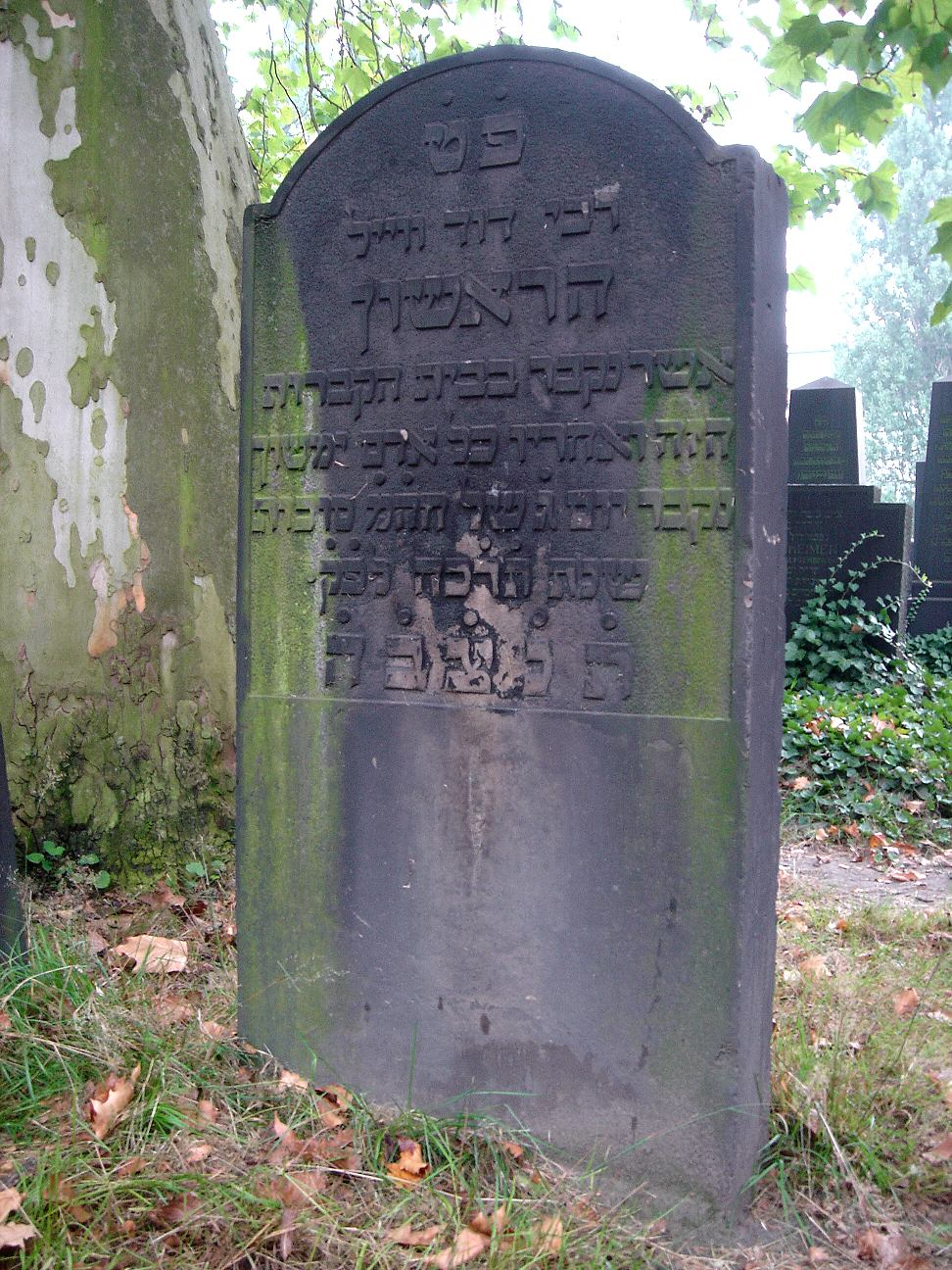
Grabstein der ersten Grabstätte

## Panoramen
|  |  |